# Библиотекар (часопис)
Библиотекар је научни часопис који излази од 1948. године. Издаје га Библиотекарско друштво Србије и посвећен је темама из области библиотекарства.

## О часопису
Друштво библиотекара Народне Републике Србије (данас Библиотекарско друштво Србије) основано је 1947.године, а наредне 1948.године, појављује се и први број часописа као званични огран Друштва. Библиотекар је од својих почетака био стручни часопис намењен свим типовима библиотека. Својим деловањем доприносио је да се српско библиотекарство уздигне од лаичке активности до утемељене научне дисцилине. У својој првој деценији Библиотекар се у значајној мери посветио презентовању стручних дела стране литературе, оцени наших публикација из библиотекарства, регистровању свих догађаја и манифестација у вези са библиотекарством уопште. Часопис је придавао велику посвећеност библиографији и имао је значајан допринос у разрешавању наших псеудонима. Подједнако се озбиљно бавио и питањима историје библиотека, књиге и штамарства. Након прве свеске двоброја из 1997. године настала је дуга пауза у излажењу овог часописа. Свој нови почетак започиње 2006. године, а 2010. године главни и одговорни уредник обавештава читаоце да је часопис Библиотекар добио статус научног часописа. Часопис Библиотекар остаће забележен као један од најбитнијих стубова развоја библиотекарства у Србији. Кроз своје дугогодишње деловање успео је да окупи око себе најистакнутије научне раднике, археографе, познаваоце старе српске књиге и рукописа, историчаре, књижевне критичаре, преводиоце и стручњаке свих профила када је у питању библиотечка струка.

## Тематика
Часопис Библиотекар објављује оригиналне, претходно необјављене радове, научне, стручне и прегледне радове, приказе књига, документа из области библиотекарства и др. Садржи 5 рубрика и то су: Истраживања, Огледи, Хроника, Документи, Прикази. Главне одлике писања у свим годиштима Библиотекара биле су ширина, критичност, ослањање на релеватне податке, стварање поуздане грађе за познавање библиотека и библиотекарства, као и жеља за упознавањем са свим оним што је за библиотекаре технолошка и струковна новина.

## Називи часописа
Називи часописа Библиотекар мењани су 6 пута :
1. од бр. 1/2 (1972) Часопис Друштва библиотекара Србије;
2. од бр. 1 (1973) Часопис Друштва библиотекара СР Србије;
3. од бр. 1/3 (1977) Часопис Савеза библиотечких радника Србије;
4. од бр. 1/6 (1980) Часопис за теорију и праксу библиотекарства;
5. од бр. 1/3 (1982) Гласило Савеза библиотечких радника Србије;
6. од бр. 1/3 (1985) Часопис за теорију и праксу библиотекарства.

## Периодичност излажења
Библиотекар је имао различиту динамику излажења. У почетку је годишње објављиван у четири свеске са континуираном пагнацијом, а шездесетих и седамдесетих година излазио је и у шест свезака.
Велика југословенска криза осамдесетих година 20. века, одразила се и на динамику излажења часописа. Године 1990. по први пут од његовог излажења, његов редовни ритам се прекида. Штампају се бројеви који повезују по 2 године (на пример: 1-2 (1991/92) да би се потом, потпуно угасио 1997. године. У периоду од 1948. до 1997. године изашло је укупно 210 бројева. Свој велики повратак доживео је 2006. године, појављујући се наредне – 2007, када је Библиотекарско друштво Србије обележило 60 година од оснивања.
Од 2007. часопис редовно излази једном годишње у облику двобpоја.

## Идеја часописа
Часопис је имао за циљ да „обједини и уједначи рад свих библиотека према типу, да помогне стварању мреже библиотека у складу са постојећим међународним искуствима и стандардима, да образује и потом усавршава библиотечки кадар, да упути на коришћење правила за сређивање фондова, каталогизацију, класифиацију, једном реи да постави чврсте темеље нашег библиотекарства“.

## Уредници
Кроз сва годишта јасно се оцртава њихова уређивачка политика и циљ: да се у том гласилу у континуитету воде расправе о основним питањима библиотека и библиотекарске струке, да се износе њихови реални проблеми и успеси, те да се редово прати како свој рад тако и рад свих осталих библиотекарских друштава и савеза у држави. Од оснивања уредници су били:
- од бр. 1/4 (1948/1949) Милица Б. Продановић;
- од бр. 1/3 (1961) Нада Стевин-Новак;
- од бр. 5/6 (1966) Смиља Мишић;
- од бр. 5/6 (1968) в.д. Ђуза Радовић;
- од бр. 1 (1970) Љубица Којић;
- од бр. 1/2 (1972) Жарко Протић;
- од бр. 1/2-3/4 (1975) Лазар Чурчић ;
- од бр. 5/6 (1975) Бранислава Стајић;
- од бр. 1/3 (1977) Радмила Перишић, Бранислава Стајић и Лидија Суботин;
- од бр. 1/6 (1980) Бранислава Пешаковић;
- од бр. 1/3 (1983) Богомила Живковић;
- од бр. 1/3 (1986) Владимир Јокановић;
- од бр. 1/2 (1994) Силвија Ђурић;
- од бр. 1/2 (2009) Жељко Вучковић.[5]

## Штампарарије
Током историје часопис је променио више штампарија:
- од бр. 2 (1949) "Слободан Јовић", Београд;
- од бр. 4 (1958)Просвета, Београд;
- од бр. 1/2 (1959) Академија, Београд;
- од бр. 3/4 (1959) Просвета, Београд;
- од бр. 1/2 (1960) Академија, Београд;
- од бр. 5 (1961) "Радиша Тимотић", Београд;
- од бр. 6 (1961) Привредни преглед, Београд;
- од бр.3 (1962) Научно дело, Београд;
- од бр.1 (1970) Графичар,Ковин;
- од бр. 3 (1970) Научно дело ;
- од бр. 4 (1970) Привредни преглед, Београд;
- од бр.1/2 (1972) Просвета, Београд;
- од бр. 2 (1973) "Радиша Тимотић", Београд;
- од бр. 4/6 (1974) Будућност, Нови Сад;
- од бр. 1/3 (1977) Народна библиотека Србије, Београд;
- од бр. 4/6 (1977) Србија, Београд;
- од бр. 1/3 (1982) Просвета, Нови Сад;
- од бр. 1 (1983) "Димитрије Давидовић", Смедерево;
- од бр. 2/3(1983) Просвета, Београд;
- од бр. 1 (1986) "Д. Давидовић", Смедерево;
- од бр. 1/2 (1988) Народна библиотека Србије, Београд;
- од бр. 1/2 (1989) "Димитрије Давидовић", Смедерево;
- од бр. 1/2 (1992/1993) Народна библиотека Србије, Београд;
- од бр. 1/2 (1997) Арт плус, Београд;
- од бр. 1/4 (2009) Пунта, Ниш;
- од бр. 1/2 (2011) Чигоја штампа, Београд.